# 요시무라 게이지
요시무라 게이지(일본어: 吉村 圭司, 1979년 8월 8일 ~ )는 일본의 전 축구 선수이다.

## 구단 경력
과거 나고야 그램퍼스, 에히메 FC에서 활동하였다.